# Gucun (köpinghuvudort i Kina, Jiangxi Sheng, lat 26,24, long 116,15)
Gucun är en köpinghuvudort i Kina. Den ligger i provinsen Jiangxi, i den sydöstra delen av landet, omkring 270 kilometer söder om provinshuvudstaden Nanchang. Antalet invånare är 38 427. Befolkningen består av 18 003 kvinnor och 20 424 män. Barn under 15 år utgör 21,0 %, vuxna 15-64 år 70 %, och äldre över 65 år 8,0 %.
Runt Gucun är det ganska tätbefolkat, med 230 invånare per kvadratkilometer. Närmaste större samhälle är Changsheng, 14,3 km väster om Gucun. I omgivningarna runt Gucun växer i huvudsak blandskog.
Genomsnittlig årsnederbörd är 2 191 millimeter. Den regnigaste månaden är maj, med i genomsnitt 351 mm nederbörd, och den torraste är oktober, med 24 mm nederbörd.